# Валери Яков
Валери Фердинандов Яков е български журналист и общественик.

## Биография
Валери Яков е роден на 1 април 1958 г. в Петрич в семейството на журналиста и писателя Федя Яков.
Завършва Българска филология (1982) във Великотърновския университет „Св. св. Кирил и Методий“. През 1994 г. прави специализация „Телевизионно продуцентство“ в Кардиф, Уелс, Великобритания, а през 2001 г. – специализация „Медия мениджмънт“ в университета „Джон Муурс“ в Ливърпул, Великобритания.
В РТВЦ-Благоевград започва работа като камерен техник през 1982 г., в следващите 10 години преминава през всички възможни позиции, за да поеме през 1992 г. ръководството на медията. От 1992 до 1995 г. е автор и продуцент на първото след демократичните промени в България дискусионно телевизионно предаване за историческите събития в България през XX век „Студио Българска история“, което се излъчва по БНТ 1. През 1991 – 1992 г. е кореспондент на БНТ в Република Македония по време на събитията – разпадане на бивша Югославия и обособяването на Република Македония като независима държава, както и в Албания по време на първите демократични избори и създаването на националните албански институции след падането на режима на Енвер Ходжа.
От 2005 до 2010 г. е член на Управителния съвет на Българската национална телевизия.
От 1983 до 1985 г. преподава „Литературознание“ и „Детска литература“, а от 2000 до 2005 г. – „Телевизионни форми на документалното кино“ в Югозападния университет „Неофит Рилски“.

## Творчество
Валери Яков е автор на над 30 документални филма.
- „Обич за Обич“ 1983 – документален филм /сценарист/
- „Българите в Албания“ 1993 – документален филм /сценарист/
- „Самуил – Следите на времето“ 1995 – документален филм /сценарист/
- „Открадната Мелодия“ 1995 – тв. Новела /сценарист/
- „България след Самуил“ 1996 – документален филм /сценарист/
- „Българите в Албания 2“ 1996 – документален филм /сценарист/
- „Странното очарование на Славянка“ 1996 – документален филм /сценарист/
- „Светилище между Легендите“ 1996 – документален филм /сценарист/
- „Вищерица – един кът от Родопа“ 1997 – документален филм /сценарист/
- „Предвещание за утрото“ 1997 – документален филм /сценарист/
- „Изпитание без куршуми“ 1998 – документален филм /сценарист/
- „Беласица – планина на три държави“ 1999 – документален филм /сценарист/
- „Сватба в Рибново“ 2000 – документален филм /сценарист/
- „Българите в Албания 3“ 2000 – документален филм /сценарист/
- „Преди хиляда години“ 2001 – документален филм /сценарист/
- „Тео – Българина“ 2002 – документален филм /сценарист/
- „Защо бре Гоце“ 2003 /режисъор и сценарист/
- „Две смърти няма“ 2004 – документален филм /сценарист/
- „Българите в Албания 4“ 2005 – документален филм /сценарист/
- „Огражден и Малешевия“ 2005 – документален филм /сценарист/
- „Да матираш историята“ 2006 – документален филм /сценарист/
- „Един ден в Добърско“ 2006 – документален филм /сценарист/
- „Виртуална зона“ 2007 – документален филм /сценарист/
- „В степите на Калмикия“ 2007 – документален филм /сценарист/
- „С камера из Пирин“ 2007 – документален филм /сценарист/
- „По следите на Траките“ 2007 – документален филм /сценарист/
- „Преспа – сълзите на бога“ 2008 – документален филм /сценарист/
- „Чудеса и тайнства на Рилския манастир“ 2008 – документален филм /сценарист/
- „Озарения от Хиос“ 2009 – документален филм /сценарист/
- „Никола Пиколо – неизвървяния път“ 2010 – документален филм /сценарист/
- „Българите в Албания 5“ 2010 – документален филм /сценарист/
- „Белият кораб на сушата“ 2011 – документален филм /сценарист/
- „Още ли бродиш, Делчев войвода“ 2013 – документален филм /сценарист и режисьор/
- „1014 – последната година на Самуил“ 2014 – документален филм /сценарист и режисьор/
- „Десницата на Свети Иван“ 2015 – документален филм /сценарист и режисьор/
- „Зетьово вино“ 2016 – документален филм /режисьор/
- „Поклоннически пътеписи“ 2016 – документален филм /сценарист и режисьор/
- „Българите в Албания 6 – Аурата“ 2017 – документален филм /сценарист и режисьор/

## Наградени филми
- „Огражден и Малешевия“ – награда на асоциация „Света Петка“, Фестивал „Зелена Вълна 21 век“, 2005 г.
- „Един ден в Добърско“ – Голямата награда на фестивала „На източния бряг на Европа“, Велико Търново, 2007 г.
- „По следите на Траките“ – Първа награда на Европейския екологичен фестивал „Зелена Вълна 21 век“ 2007 г. и първа награда на фестивала „На източния бряг на Европа“, Велико Търново, 2009 г.
- „Чудеса и тайнства на Рилския манастир“ – Голямата награда за най-добър филм на фестивала „На източния бряг на Европа“, Велико Търново, 2008 г. и специалната награда на Международния фестивал „МЕФЕСТ“, Белград, Сърбия, 2008 г.
- „Изпитание без куршуми“ – Първа награда за документален филм в категория „История“ на Първия преглед на българските исторически и археологически филми, Пловдив, 2008 г.
- „Преспа – сълзите на бога“ – Най-добър филм в категория „Културно-историческо наследство“ на фестивала „На източния бряг на Европа“ 2008 г. и Втора награда на Втория преглед на българските исторически и археологически филми, Пловдив, 2009 г.
- „В степите на Калмикия“ – Първа награда за най-добър художествен филм на Международния фестивал „SILAFEST“, Сърбия, 2009 г.
- „Никола Пиколо – неизвървяния път“ – Първа награда в категория „Документални филми“ на фестивала „На източния бряг на Европа“, Велико Търново, 2010 г.
- „Белият кораб на сушата“ – Първа награда в категория „Документални филми“ на фестивала „На източния бряг на Европа“, Велико Търново, 2011 г.
- „1014 – последната година на Самуил“ – Първа награда в категория „Документални филми“ на фестивала „На източния бряг на Европа“, Велико Търново, 2015 г.
- „Десницата на Свети Иван“ – Първа награда в категория „Документални филми“ на фестивала „На източния бряг на Европа“, Велико Търново, 2016 г.
- „Поклоннически пътеписи“ – Първа награда в категория „Документални филми“ на фестивала „На източния бряг на Европа“, Велико Търново, 2017 г.